# Madeleine Albright
Madeleine Korbel Albright, född Marie Jana Korbelová den 15 maj 1937 i Prag i Tjeckoslovakien, död 23 mars 2022 i Washington, D.C., var en amerikansk demokratisk politiker och diplomat som var USA:s FN-ambassadör 1993–1997 och därefter utrikesminister 1997–2001 i president Bill Clintons demokratiska administration. Hon var landets första kvinnliga utrikesminister och därmed den dittills högst rankade kvinnan i USA.

## Biografi
Madeleine Albright föddes år 1937 som Marie Korbelová, eller Körbel, i dåvarande Tjeckoslovakien. Eftersom hennes föräldrar var socialdemokrater i kretsen kring den demokratiska regeringen,  lämnade de landet efter Tysklands inmarsch i mars 1939 och flyttade till Storbritannien för att 1948 flytta till USA. Hon blev amerikansk medborgare 1957 med namnet Madeleine Korbel.
Madeleine Albright uppfostrades som katolik. Tre av hennes far- och morföräldrar mördades av nazisterna i koncentrationsläger under Förintelsen. Enligt egen utsago blev hon inte medveten om den judiska familjebakgrunden förrän hon var USA:s utrikesminister.

## Citat
| ”                                                                                      | [Intervjuare:] – Vi har hört att en halv miljon barn har dött. Det är alltså fler barn än som dog i Hiroshima. Tycker ni att det är värt priset? [Albright:] – Jag tycker att det är ett svårt val, men priset ... vi tycker att det är värt priset. | „ |
| – Intervju i TV-programmet 60 Minutes, 12 maj 1996 i samband med sanktionerna mot Irak | |   |

| ”                                                                                           | Det finns en speciell plats i helvetet för kvinnor som inte hjälper varandra. | „ |
| – ”Celebrating Inspiration”-lunch med Women's National Basketball Association, 12 juli 2006 |                                                                               |   |